# Bitka na Kruhovem polju
Bitka na Kruhovem polju (madžarsko Kenyérmezei csata, romunsko Bătălia de la Câmpul Pâinii) je potekala 13. oktobra 1479 med Ogri in Osmani v Transilvaniji. Ogre je vodil vojskovodja kralja Matjaža Pavel Kiniži. Bitka je bila velika zmaga Ogrske, tako da osmanski Turki niso več nadlegoval Erdeljske.

## Vzroki za bitko
Kralj Matjaž se je bojeval v Nemčiji, Pavel Kiniži pa v Bosni in Srbiji ter je leta 1463 osvojil Jajce. Osmani so pravtako vpadali v Vojvodino, na Hrvaško, v Erdeljsko in v Kranjsko ter Štajersko. Tistega napada so se udeležil akindžiji, lahka konjenica, ki so bili zelo hitri.
Spomladi leta 1479 se je v Smederevem v Srbiji zbrala velika turška vojska, o čemer je slišal kralj Matjaž in vpoklical Pavla Kinižija in transilvanske vojvode, med njimi Štefana Bathoryja. Turški poveljnik je bil Ali Kodža beg, ki je obvezal vlaškega kneza Bašaraba IV. na vojno. Bašarab je s samo 1000 - 2000 vojaki odšel v Transilvanijo.
9. oktobra so akandžiji vdrli v krajino Ţara Bârsei (madžarsko Barcaság), kjer so živeli Erdeljski Sasi. Kiniži je nato čakal, dokler ne bi Turki obnemogli.

## Bitka
Po navedbah starih madžarskih virov je turška vojska štela približno 60.000, madžarska pa 30.000 vitezov. V resnici so imeli Turki samo približno 20.000 akindžije in 2000 vlaških pešakov. Kinižijeva vojska je imela približno 15.000 vitezov, a ne samo ogrskih, temveč tudi romunskih, srbskih, saških in seklerskih (to je ogrski narod v Transilvaniji).